# Sphaeropoeus stollii
Sphaeropoeus stollii är en mångfotingart som beskrevs av Pocock 1895. Sphaeropoeus stollii ingår i släktet Sphaeropoeus och familjen Zephroniidae. Inga underarter finns listade i Catalogue of Life.